# Petro Pachnjuk
Petro Wolodymyrowytsch Pachnjuk (ukrainisch Петро Володимирович Пахнюк/ engl. Transkription Petro Pakhnyuk; * 26. November 1991 in Kiew) ist ein ukrainischer und ehemaliger aserbaidschanischer Kunstturner. Er nahm an den Olympischen Sommerspielen 2016 in Rio de Janeiro teil und ist Teilnehmer bei den Olympischen Sommerspielen 2020 in Tokio.
Bei der Sommer-Universiade 2013 in Kasan belegte er zusammen mit dem Team den zweiten Platz. Für dieses Ergebnis wurde ihm vom Präsidenten der Ukraine der Daniel-von-Galizien-Orden verliehen. Im Mai 2014 wurde Pachnjuk aserbaidschanischer Staatsbürger und trat die folgenden Jahre für die Nationalmannschaft von Aserbaidschan an.
Sein größter Erfolg in der aserbaidschanischen Nationalmannschaft war der Gewinn der Bronzemedaille im Mannschaftswettbewerb bei den Europaspielen 2015 in Baku. Im April 2016 qualifizierte er sich für die Olympischen Spiele in Rio de Janeiro, bei denen er jedoch die Qualifikation auf dem 34. Platz beendete.
Anfang 2017 erhielt er die Staatsbürgerschaft der Ukraine zurück und gewann anschließend bei der Sommer-Universiade 2017 in Taipeh Silbermedaillen im Team und am Barren.